# Кураевка
Кура́евка (до 1948 года Деде́ и Кура́евка; укр. Кураєвка, крымскотат. Dede, Деде) — исчезнувшее село в Красноперекопском районе Республики Крым, располагавшееся на севере района, на Перекопском перешейке, примерно в 4,5 километрах к северо-западу от современного села Рисовое.

## История
Судя по доступным документам, село основано между 1922 годом — на карте Крымского статистического управления 1922 года оно ещё не значится и 1926 годом, когда Кураевка встречается в Списке населённых пунктов Крымской АССР по Всесоюзной переписи 17 декабря 1926 года, согласно которому в селе Кураевка, Армяно-Базарского сельсовета Джанкойского района, числилось 24 двора, все крестьянские, население составляло 129 человек, все русские. Постановлением Центрального исполнительного комитета Крымской АССР от 26 января 1938 года Ишуньский район был ликвидирован и создан Красноперекопский район с центром в поселке Постановлением Центрального исполнительного комитета Крымской АССР от 26 января 1938 года Ишуньский район был ликвидирован и создан Красноперекопский район с центром в поселке Армянск (по другим данным 22 февраля 1937 года), в который вошло село. На километровой карте РККА 1941 года в Кураевке обозначено 44 двора.
С 25 июня 1946 года Кураевка в составе Крымской области РСФСР. На 1948 год село входило в колхоз «Красный моряк». Указом Президиума Верховного Совета РСФСР от 18 мая 1948 года, к Кураевке присоединили лежавшее южнее село Деде, с присвоением названия Кураевка. 26 апреля 1954 года Крымская область была передана из состава РСФСР в состав УССР. Время включения в Почётненский сельсовет пока не установлено: на 1 января 1968 года село уже числилось в его составе. Ликвидировано после 1 июня 1977 года, так как на эту дату ещё числилось в составе Совхозненского сельсовета.